# Gobernación de Nóvgorod
La gobernación de Nóvgorod (en ruso: Новгоро́дская губе́рния, Novgoródskaya gubérniya, gobierno de Nóvgorod), era una división administrativa (una gubernia) del Imperio ruso y de la RSFS de Rusia, el cual existió de 1727 a 1776 y de 1796 a 1927. Su centro administrativo era la ciudad de Nóvgorod. La gobernación estaba localizada en el noroeste de la parte europea del Imperio ruso.

## Historia
La gobernación fue establecida en 1727 con las provincias de Belozersk, Nóvgorod, Pskov, Tver y Velíkiye Luki de la gobernación de San Petersburgo. Fue abolida por un decreto (ukaz) de Catalina II del 5 de septiembre de 1776, que estableció los virreinatos de Nóvgorod y Tver en su lugar. El virreinato de Nóvgorod incluía las óblast de Nóvgorod y Olonets, mientras que el virreinato de Tver se creó con la provincia de Tver. Si bien el virreinato nunca fue formalmente abolido, después de un número de transformaciones administrativas fue dividido en lo que más tarde es convirtió en la gobernación de Olonets, y al propio virreinato de Nóvgorod. Después de que 1796, el virreinato era mencionado en documentos oficiales únicamente como gobernación. Esta segunda gobernación existió hasta que 1927, cuándo su territorio fue incluido en la óblast de Leningrado.
En términos de la división política moderna de Rusia, la gobernación de Nóvgorod de 1727 comprendió las áreas de las actuales óblast de Nóvgorod y Pskov, las partes más grandes de la República de Carelia, así como partes de las de Arcángel, Vólogda, Leningrado, y Tver. En 1927, solo comprendía una parte más grande de la actual óblast de Nóvgorod y una parte pequeña de Tver.